# مجموعة مستخدمين
مجموعة مستخدمين (بالإنجليزية: Users' group)‏ هي سياسة متبعة عمومًا في أنظمة التشغيل للإشارة إلى أكثر من مستخدم في التهيئة والامتيازات التي تتحق له. ويتم تعريفه أيضًا بنوع من أنواع الأندية ذات نشاط تكنولوجي متخصص، والذي يرتبط في أغلب الأحيان بالحاسوب.